# Choi Sang-kook
Choi Sang-kook (Chungju, Corea del Sur; 15 de febrero de 1961) es un exfutbolista y entrenador de Fútbol de Corea del Sur que jugaba en la posición de delantero.

## Carrera

### Club
Jugó toda su carrera con el POSCO Atoms de 1983 a 1991, equipo con el que anotó 32 goles en 159 partidos, fue campeón nacional en dos ocasiones y campeón goleador en 1987.

### Selección nacional
Jugó para Corea del Sur en 16 partidos entre 1983 y 1989 anotando ocho goles, participó en la Copa Asiática 1984, los Juegos Olímpicos de Seúl 1988 y la clasificación de AFC para la Copa Mundial de Fútbol de 1990.

### Entrenador
| Periodo   | Club                |
| --------- | ------------------- |
| 1992–2003 | Cheongju University |
| 2004-2013 | Howon University    |
| 2014-2016 | Seoul United FC     |

## Logros

### Club
- Campeonato Nacional de Fútbol Coreano: 2

Otoño 1986, Otoño 1988

### Individual
- Goleador del Campeonato Nacional Coreano en 1987.

## Estadísticas

### Goles con selección nacional
| Fecha      | Sede         | Rival          | Goles | Resultado | Torneo                                               |
| ---------- | ------------ | -------------- | ----- | --------- | ---------------------------------------------------- |
| 4-10-1984  | Seoul        | Camerún        | 3     | 5-0       | Amistoso                                             |
| 13-10-1984 | Calcuta      | Pakistán       | 1     | 6-0       | clasificación para la Copa Asiática 1984             |
| 12-6-1987  | Busan        | Estados Unidos | 1     | 1-0       | 1987 President's Cup                                 |
| 17-12-1987 | Kuala Lumpur | Malasia        | 1     | 1-0       | Copa Merdeka 1987                                    |
| 25-5-1989  | Seoul        | Nepal          | 2     | 9-0       | Clasificación para la Copa Mundial de Fútbol de 1990 |